# Markab
Markab of Marchab (alpha Pegasi) is een heldere ster in het sterrenbeeld Pegasus. Markab is een van de sterren van het herfstvierkant.
De ster moet niet worden verward met Markeb in het sterrenbeeld Zeilen.